# Gelatin

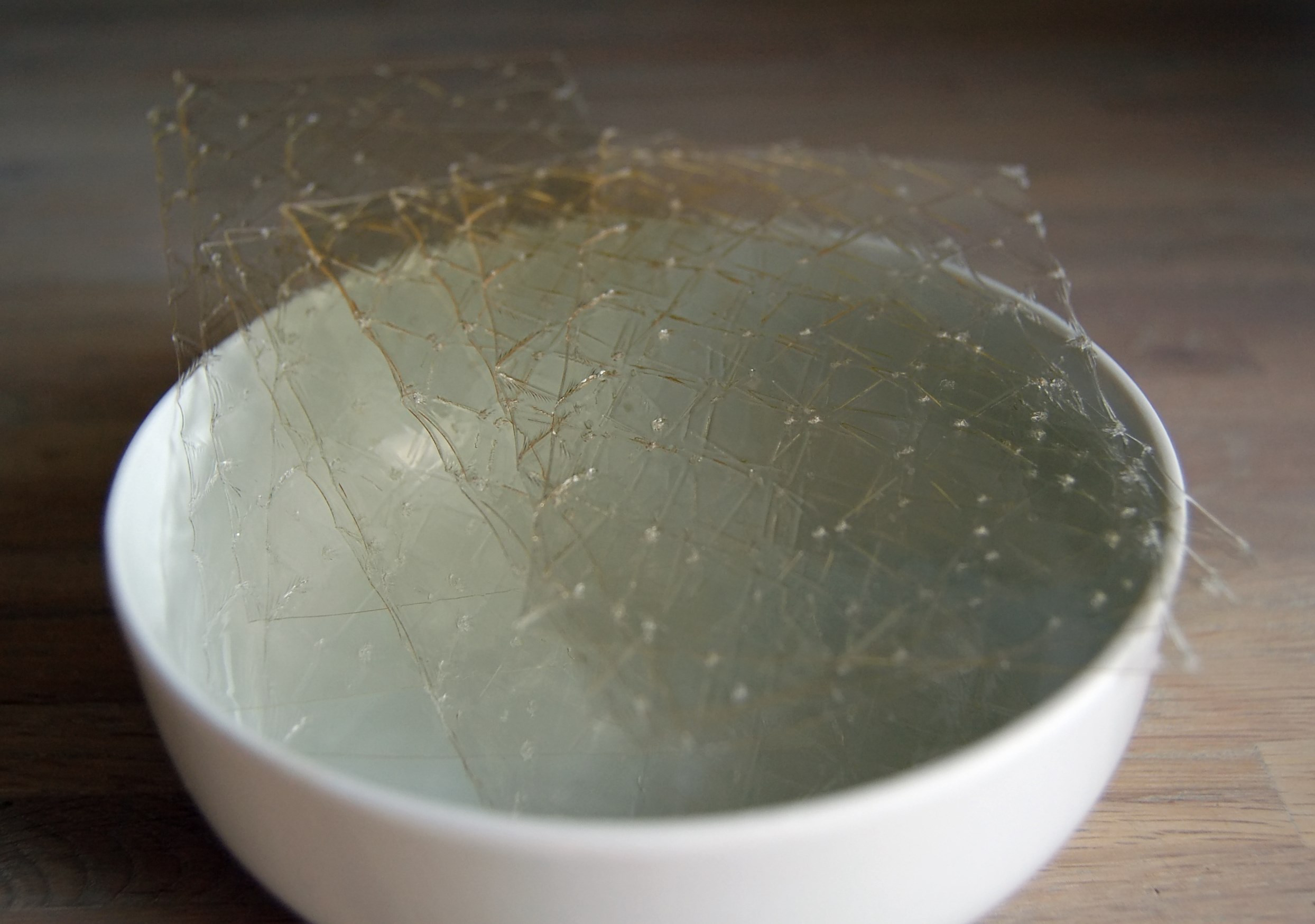
Gelatin för hushållsbruk säljs vanligen i form av gelatinblad.

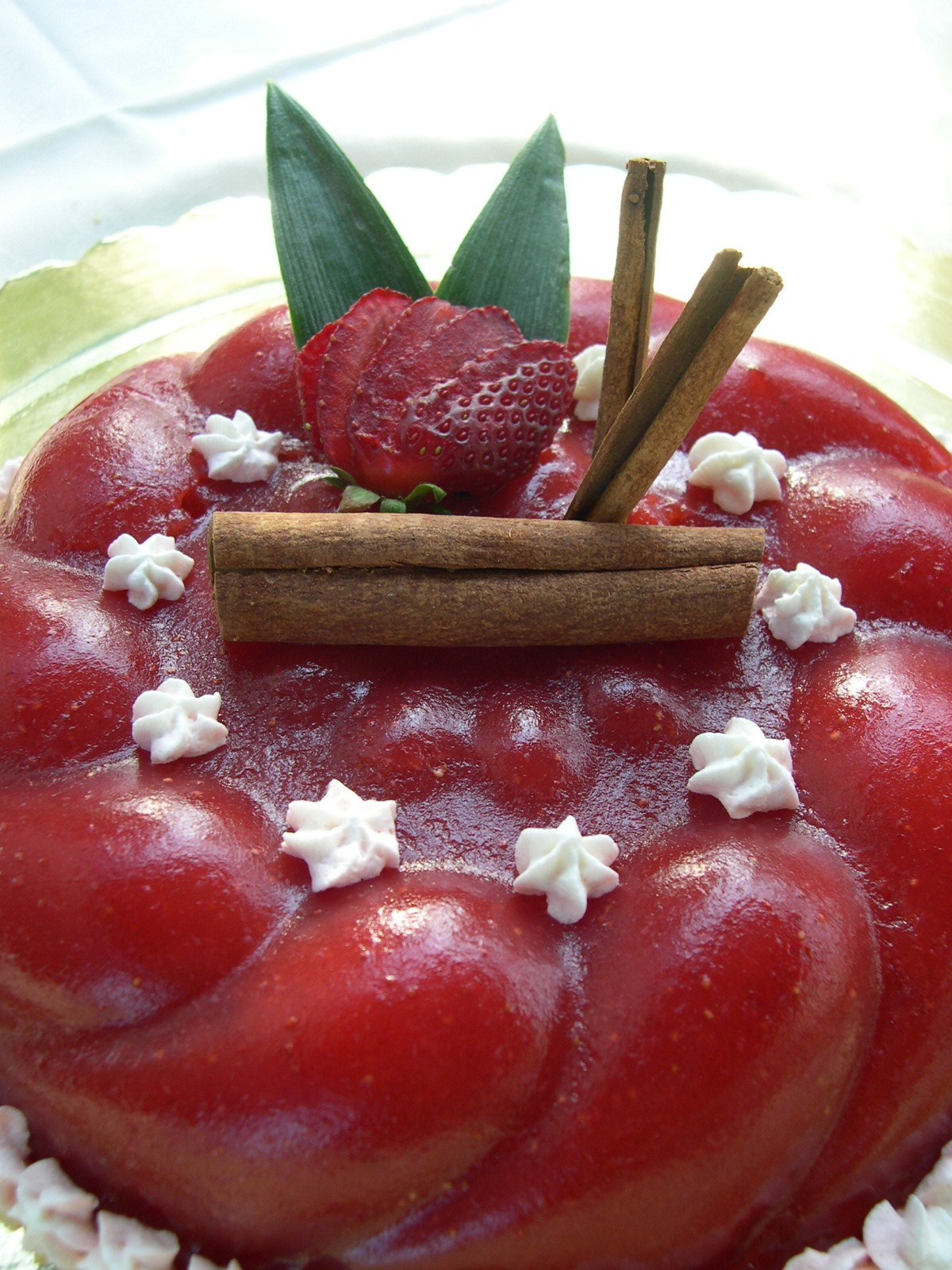
Gelatin används ofta i bakverk, här som ett geléskal.

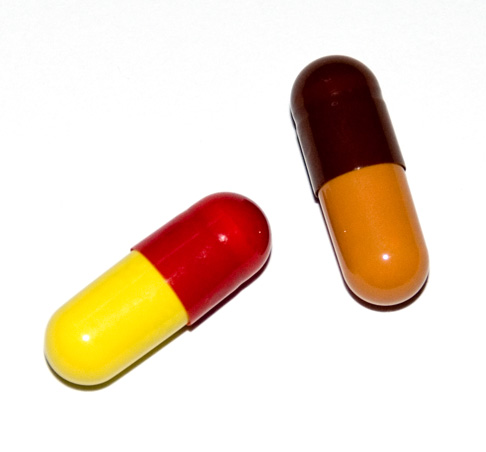
Medicinkapslar av gelatin.

Gelatin (uttal: [ʃela'ti:n]) är ett geleringsmedel av typen polypeptid. Det utvinns ur kollagen, ett protein som finns i bindväv. Kemiskt består gelatin typiskt av 90 procent protein och cirka 10 procent vatten och endast spår av salter. Gelatin betraktas inte som någon livsmedelstillsats och saknar därför E-nummer, men hade tidigare tillsatsbeteckning E441.

## Historik och egenskaper

### Namn
Ordet gelatin kommer av franskans gélatine, och det har funnits i svenskan i skriven form sedan 1846. Det är avlett av latinets gelatus ('frusen'). Det har således samma ursprung som gel och gelé (hämtat från franskan 1717), stelnade produkter som också de har ord som går tillbaka till franska eller latinska ord för frost eller frusen. Franskans gel betyder frost, och släktord är glass (efter franskans glace, 'is') och italienskans gelato ('glass').
Inom apoteksvärlden är Gelatina alba, Gelatina animales och Gelatina tre olika (latinska) farmakopénamn. Det förstnämnda motsvarar svenskan vitt gelatin, vilket är en synonym. Dessutom kan man på svenska säga vitt lim, gelatinhydrolysat och kollagenhydrolysat.

### Egenskaper
Byggstenarna i olika typer av protein är aminosyror. Människan kan bygga upp de proteiner vi behöver men det finns nio stycken så kallade essentiella aminosyror som måste ingå i maten, som inte kroppen själv kan bilda. Åtta av dessa essentiella aminosyror finns i gelatin. Gelatin användes också som en del i blodplasmaersättning i samband med stora blodförluster vid olyckor etc.
Gelatin har en mängd unika egenskaper varav den viktigaste är förmågan att bilda termoreversibla geler, det vill säga stelnar vid avkylning och smälter vid ökad temperatur vilket sker inom ett snävt temperaturintervall. varvid den övre gränsen är smältpunkten  av gelén, vilket beror på gelatinkvalitet och koncentration, men är typiskt mindre än 35 °C och den undre gränsen fryspunkten vid vilket isen kristalliserar. Den övre smältpunkten ligger under människans kroppstemperatur, en faktor som är viktig för känslan i munnen hos livsmedel som framställts med gelatin.
Viskositeten hos gelatin / vattenblandningen är störst när den gelatinkoncentrationen är hög och blandningen hålls kall vid cirka 4 °C. För livsmedelsindustrin är dessa egenskaper viktiga, inte minst när det gäller lågfettprodukter av diverse slag eftersom smältegenskaper i munnen påminner om fett.

## Användning
Gelatin saluförs i torkat skick. Det sväller sedan i varmt vatten, då det bildar en kolloidal lösning som stelnar när lösningen svalnar.

### Mat och läkemedel
Gelatin används inom en mängd olika områden men främst inom livsmedels- och läkemedelsindustrin. Typiska produkter som innehåller gelatin är gelé, fromage, glass och yoghurt. Dessutom används det för att klarna vin och fruktsafter.
Inom läkemedelsindustrin finns gelatin i läkemedelskapslar men också i olika hälsopreparat där gelatinet används som proteintillskott. Dessutom används den i bakterieodlingar som näringslösning.

### Kosmetika, kemisk industri
I kosmetika finns gelatin som ingrediens i salvor, krämer och pastor. Inom den relaterade kemiska industrin används det också till lim.
Gelatin används även för att binda silverhalidkristaller i kamerafilm.

### Annan användning
Konstsimmare använder gelatin för att fixera håret under träning och tävling, detta eftersom det kalla vattnet inte löser upp gelatinet. Även punkare och andra subkulturer använder gelatin för att få sina frisyrer att hålla formen under en längre tid.
Gelatin används även som en ingrediens i ballistisk gel som har samma konsistens och egenskaper som däggdjursvävnad och används vid testning av skjutvapen.

## Produktion
Gelatin framställs genom att man låter kollagen koka i en basisk eller sur miljö. I hemmamiljö kan det framställas genom att man kokar ur köttben.
Det vanligaste förekommande gelatinet, den som oftast används inom livsmedelsindustrin, är tillverkat av svinsvål (det vill säga en fläskköttbiprodukt), men även gelatin av nötdjur förekommer. Råvaran härstammar från animaliska produkter från djur typiskt ben och hud som vid veterinärkontroll godkänts som människoföda. Proteinet (kollagenet) utvinns från råvarorna genom hydrolys, det vill säga det extraheras i varmt vatten. Det proteinhaltiga vattnet går därefter igenom olika steg som rening, avsaltning, förtjockning, sterilisering, och torkning. Den aktuella lagstiftningen för gelatintillverkning i Sverige och Europa ställer höga och detaljerade krav på bakteriologisk och kemisk renhet.
Det finns speciella typer av gelatin som framställs för att överensstämma med islams halal-regler eller de judiska kashrut-reglerna.
I hela världen tillverkas och används omkring 400 000 ton gelatin per år.

### Möjliga risker
På grund av galna ko-sjukan (BSE) och dess koppling till Creutzfeldt-Jakobs sjukdom, har det tidigare funnits en viss oro över risken att infekterade djurdelar kan ingå i produktionen av gelatin men har visat sig vara helt utan risk. En studie som genomfördes 2004 har visat både att råvarukraven ställer detaljerade villkor och att processen vid gelatintillverkning förstör eventuella BSE-prioner. Enligt WHO, SSC och EU är gelatin säkert att konsumera ur den aspekten.

### Alternativ
Som ersättning till det animaliska gelatinet i livsmedel finns vegetabiliska alternativ, med liknande (men inte alltid identiska) egenskaper. Ibland benämns dessa som "vegetabiliskt gelatin",  trots att gelatin i sig är en animalisk produkt. De vegetabiliska gelämnena är ofta i praktiken av pektin (bland annat från äpplen) eller karragenan (bland annat från tång).
Ur olika alger utvinns geleringsmedel, som till exempel agar (som också kallas japanskt eller kinesiskt gelatin). Agar är kraftigare än den gelatinvariant som köps i vanliga livsmedelsbutiker. Algen är rik på jod och spårämnen och innehåller en del kalcium. 90 procent är geléämnen (polysackarider). Den geléskapande substansen är gelosa, en stärkelse som är tio gånger mer koncentrerad än gelatin.
Pektinet i frukt och bär är det som på naturligt sätt, tillsammans med socker, gör att gelé bildas.
Ur fruktkärnmjöl från johannesbrödträdet och guarväxten kan man också få fram geleringsmedel.
Även cellulosaderivatet hydroxypropylmetylcellulosa är ett alternativ.